# Juwenalis z Narni
Juwenalis, biskup Narni, włos. Giovenale di Narni (zm. ok. 376 w Narni) – pierwszy biskup Narni w Umbrii (359-376), święty Kościoła katolickiego.
Żywot świętego, Vita Juwenalis, powstał za sprawą żyjącego w IX w. hagiografa, nie zaś jak później sądzono następcy Juwenalisa na stolicy biskupiej Maksyma. Juwenalis prawdopodobnie pochodził z Afryki i został mianowany pierwszym biskupem Narni przez papieża Damazego I. Z kolei Grzegorz I przypisywał mu męczeństwo.
Pochowany został pod górną bramą miasta prowadzącą na Via Flaminia, a jego grobowiec znajduje się współcześnie w miejscowej katedrze. Relikwie wędrowały od miejsca pochówku przez Lukkę by trafić z powrotem.
Św. Juwenalis jest patronem Fossano i Narni. W Orte, Belizariusz wybudował klasztor nazwany jego imieniem.
Jego wspomnienie liturgiczne w Kościele katolickim  obchodzone jest 3 maja.